# HMS Alisma (K185)
El HMS Alisma fue una corbeta de la clase Flower que sirvió en la Marina Real Británica durante la Segunda Guerra Mundial.

## Hundimiento

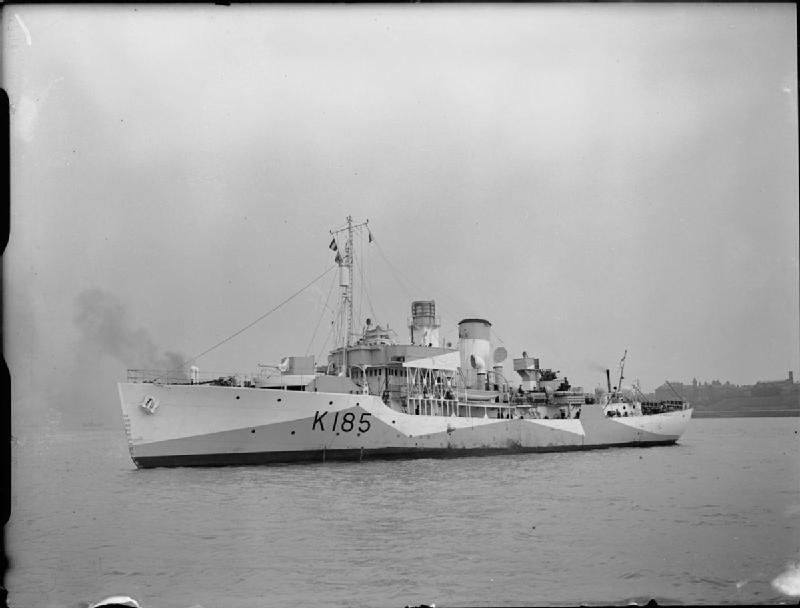
HMS Alisma durante la Segunda Guerra Mundial.

El Alisma fue dado de baja el 11 de junio de 1945 y vendido en 1947. Tras su conversión a un buque mercante de carga de 724 toneladas brutas, incluido el reemplazo de su maquinaria de vapor por diésel, entró en servicio en 1949 como Laconia para la Compañía Marítima Mensabe SA, y fue registrado en Panamá.
En 1950 fue comprado por K. Samartzopoulos de El Pireo (Grecia), donde estaba registrado, y rebautizado como Constantinos S. Fue revendido en 1952 a D. Efthimiou, también de El Pireo, y rebautizado como Parnon. El 16 de julio de 1954 se hundió en la posición 40°09′N 13°12′E / 40.15, 13.20, al suroeste de Nápoles (Italia), como resultado de una fuga de agua (inundación) durante un viaje desde Marsella a Eleusis con un cargamento de sulfato de amonio.